# Nagroda Kremera

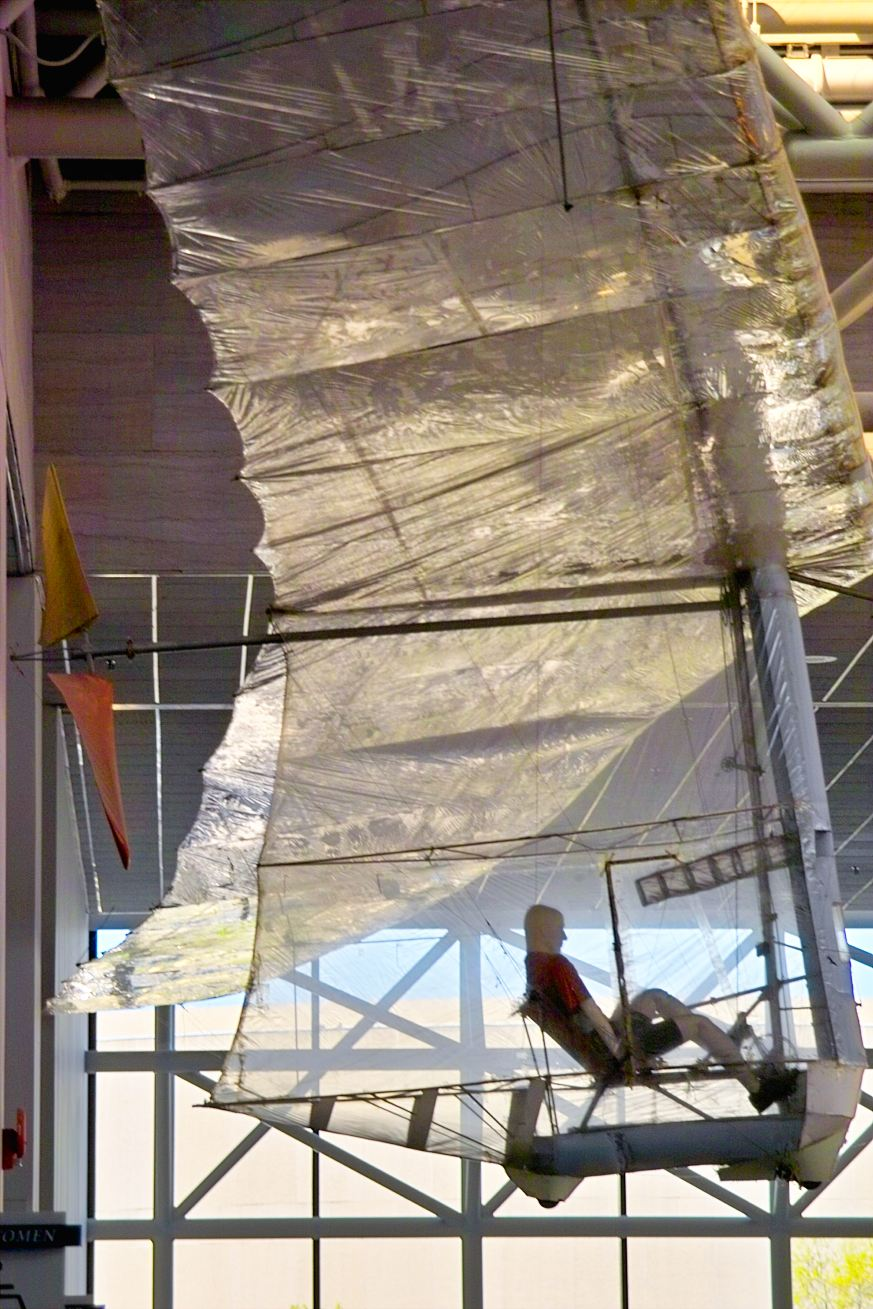
Gossamer Condor - zdobywca I nagrody Kremera

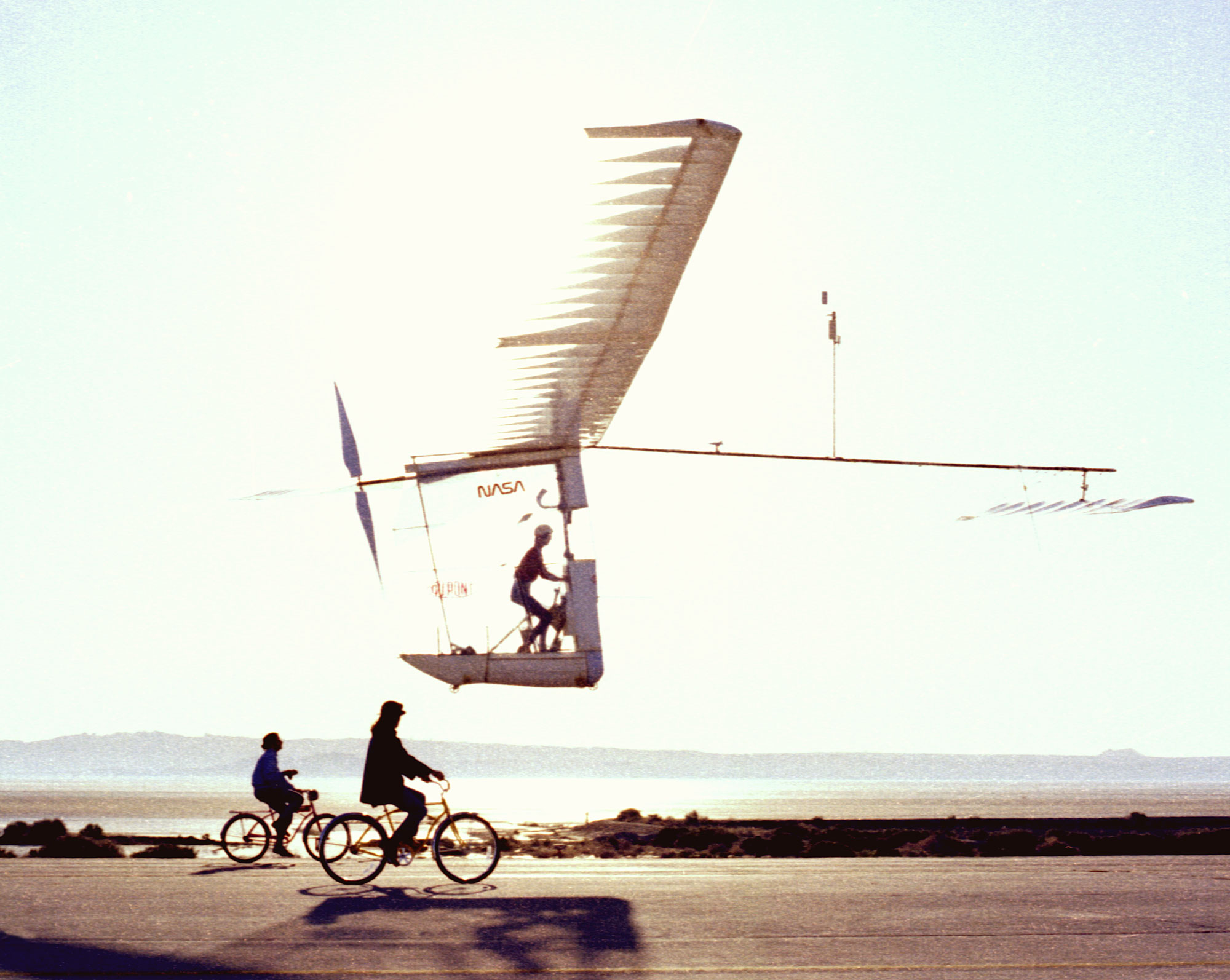
Gossamer Albatross – zdobywca II nagrody Kremera

Nagroda Kremera – seria nagród ustanowionych przez brytyjskiego przemysłowca Henry Kremera za osiągnięcia w lotach na mięśniolotach. Ustanowienie nagrody  przyczyniło się w istotny sposób do wzrostu zainteresowania konstruowaniem tych ultralekkich statków powietrznych.
Pierwsza nagroda Kremera w wysokości 50 tys. funtów szterlingów została ustanowiona w 1959 roku. Miał ją otrzymać ten, którego mięśniolot zdoła pokonać trasę okrężną (w kształcie cyfry "8") pomiędzy dwoma punktami zwrotnymi oddalonymi od siebie o pół mili angielskiej (ok. 805 m), przy czym w punkcie startu i mety mięśniolot powinien znajdować się na wysokości co najmniej 10 stóp (3,05 m). Dodatkowo w warunkach konkursu sprecyzowano iż:
- mięśniolot nie może mieć komór wypełnionych gazami lżejszymi od powietrza
- do napędu może być wykorzystana tylko bezpośrednia (niezmagazynowana) energia ludzkich mięśni (zakaz wykorzystywania siły wiatru, kominów termicznych, energii słonecznej, akumulatorów energii kinetycznej itp.)
- liczba członków załogi może być dowolna – ale nie może się zmieniać w trakcie przelotu konkursowego
- mięśniolot musi samodzielnie wystartować.

Nagrodę zdobył 23 sierpnia 1977 roku (po osiemnastu latach od ustanowienia) Paul MacCready, konstruktor mięśniolotu Gossamer Condor.
Drugą nagrodę Kremera (w wysokości 100 tys. funtów szterlingów) zdobył ponownie Paul MacCready, za przelot w dniu 12 czerwca 1979 roku mięśniolotu Gossamer Albatross nad kanałem La Manche z Anglii do Francji.
Obecnie nagrodę Kremera można zdobyć m.in. za przelot na mięśniolocie trasy o długości maratonu (ok. 42 km) w czasie nie dłuższym niż 1 godzina, za skonstruowanie mięśniolotu możliwego do wykorzystania w lotach sportowych itp. Istnieją także nagrody przeznaczone dla grup młodzieży szkolnej i akademickiej.
Po śmierci fundatora, nagrodą Kremera zarządza brytyjskie Królewskie Towarzystwo Lotnicze (Royal Aeronautical Society, znane także pod skrótem: RAeS). 